# Pterogoniella undulata
Pterogoniella undulata är en bladmossart som beskrevs av Ferdinand François Gabriel Renauld och Jules Cardot 1909. Pterogoniella undulata ingår i släktet Pterogoniella och familjen Sematophyllaceae. Inga underarter finns listade i Catalogue of Life.